# 阿雷查瓦莱塔
阿雷查瓦莱塔（西班牙語：Arechavaleta）是西班牙巴斯克自治区吉普斯夸省的一个市镇。总面积29平方公里，总人口6184人（2001年），人口密度213人/平方公里。